# Darcy Marquardt
Darcy Marquardt (ur. 22 marca 1979 w Vancouver) – kanadyjska wioślarka.

## Osiągnięcia
- Mistrzostwa Świata – Sewilla 2002 – czwórka bez sternika – 2. miejsce[2].
- Mistrzostwa Świata – Sewilla 2002 – ósemka – 6. miejsce[2].
- Mistrzostwa Świata – Mediolan 2003 – ósemka – 3. miejsce[2].
- Igrzyska Olimpijskie – Ateny 2004 – dwójka bez sternika – 4. miejsce[2].
- Mistrzostwa Świata – Eton 2006 – dwójka bez sternika – 1. miejsce[2].
- Mistrzostwa Świata – Monachium 2007 – dwójka bez sternika – 8. miejsce[2].
- Igrzyska Olimpijskie – Pekin 2008 – ósemka – 4. miejsce[2].
- Mistrzostwa Świata – Hamilton 2010 – ósemka – 2. miejsce[2]
- Mistrzostwa Świata – Bled 2011 – ósemka – 2. miejsce[2]